# Il signore di Storn
Il signore di Storn (The Winds of Darkover) è un romanzo della scrittrice statunitense Marion Zimmer Bradley pubblicato per la prima volta nel 1970.
Il signore di Storn è il romanzo con cui la scrittrice riprende il Ciclo di Darkover dopo cinque anni di silenzio dovuto al tiepido apprezzamento ottenuto con l'opera precedente, Ritorno a Darkover.
A proposito del personaggio principale del libro, l'autrice spiega: «Nelle mie intenzioni la protagonista doveva essere una Libera Amazzone assoldata per combattere i banditi che infestavano le montagne di Darkover. Rimuginai per qualche tempo quell'idea, ma chissà perché non mi convinceva. Dovevano passare sei anni prima che fossi in grado di scrivere una storia sulle Libere Amazzoni.»

## Trama
Pianeta Darkover, era dei Comyn.
Dan Barrow perde il proprio lavoro allo spazioporto terrestre dopo essersi apparentemente addormentato nella torre di controllo; in realtà, quella è stata la quarta di una serie di strane visioni in cui si ritrova in un castello nel mezzo di una battaglia, per poi vedere una donna di fuoco con i polsi legati da catene. Grazie ai precedenti anni di lavoro impeccabile, Dan non riceve il massimo di sette A. U., ammonizioni ufficiali, e ottiene l'incarico di istruire i darkovani a molare le lenti per costruire cannocchiali con cui rintracciare con più tempestività gli incendi nelle foreste. L'interprete che gli viene affidato è un giovane ragazzo, Lerrys, che parla perfettamente l'inglese standard e sembra conoscere appieno l'etichetta terrestre. Assieme agli accompagnatori Gwinn e Colryn, partono alla volta di Armida, dove il Nobile Valdir Alton, il padre adottivo di Lerrys, li aspetta.
Per Dan, che prima d'allora non ha mai lasciato la Città Commerciale, il viaggio non è dei più semplici, in quanto deve imparare in poco tempo usi e costumi per lui nuovi; i suoi vestiti e comportamenti terrestri scatenano subito l'ilarità dei darkovani che viene puntualmente smorzata da Lerrys, il quale spiega che Dan è sotto la protezione del Nobile Alton. Le visioni di Dan si intensificano, assieme alla voce che nella mente gli intima di recarsi a Carthon e allo sconcerto provocato dalla constatazione di saper leggere nel pensiero e conoscere bene la lingua darkovana, doti che non credeva di possedere.
Nel frattempo, il castello degli Storn, Nobili di Darkover, viene conquistato dal bandito Brynat lo Sfregiato che impone alla giovane Allira di Storn il matrimonio e cerca di uccidere Loran, il maggiore dei fratelli e signore di Storn, cieco dalla nascita, ma che dispone di poteri con cui è entrato in trance impedendo così ai banditi di avvicinarglisi. Melitta, la sorella minore, sotto le indicazioni di Loran, elabora un piano per fuggire dal castello e recarsi alla città di Carthon, dove troverà una persona in grado di aiutarli.

## Edizioni
- Marion Zimmer Bradley, Il signore di Storn, traduzione di R. Valla, TEA, 2002,  pp. 252, cap. 15, ISBN 88-7819-356-9.